# Albin Hultin
Albin Hultin, född 20 september 1999, är en svensk fotbollsspelare som spelar för FoC Farsta.

## Karriär
Hultins moderklubb är Älvsjö AIK. Därefter spelade han ungdomsfotboll i Hammarby IF. Hultin var med och vann U19-SM-guld med Hammarby säsongen 2018.
I december 2018 gick Hultin till Hammarbys samarbetsklubb IK Frej, där han skrev på ett tvåårskontrakt. Hultin gjorde sin Superettan-debut den 15 maj 2019 i en 1–1-match mot IF Brommapojkarna.
I februari 2021 värvades Hultin av Örebro Syrianska IF. I februari 2022 gick han till division 2-klubben IFK Kumla. Inför säsongen 2023 gick Hultin till FoC Farsta.